# USS LST-542
El USS LST-542 fue el primer buque de desembarco de tanques de su clase. Su quilla fue puesta el 29 de noviembre de 1943 en Evansville, Indiana, por la Missouri Valley Bridge & Iron Co.; fue botado el 28 de enero de 1944 siendo su madrina Robert C. Dean. Finalmente, entró en servicio el 29 de febrero de ese año.
Durante la Segunda Guerra Mundial, el LST-542 estuvo asignado al teatro europeo, participando de la invasión de Normandía en junio de 1944. Tras el conflicto, permaneció al servicio de la Amphibious Force, Atlantic Fleet. El 1 de julio de 1955, fue bautizado «Chelan County», por un condado del estado de Washington. Causó baja en 1956 y su nombre quitado de la lista naval en 1959.
El LST-542 obtuvo dos estrellas de batalla por su servicio prestado en la guerra.